# Atschi-Kirche
Koordinaten: 41° 50′ 10″ N, 42° 0′ 5″ O

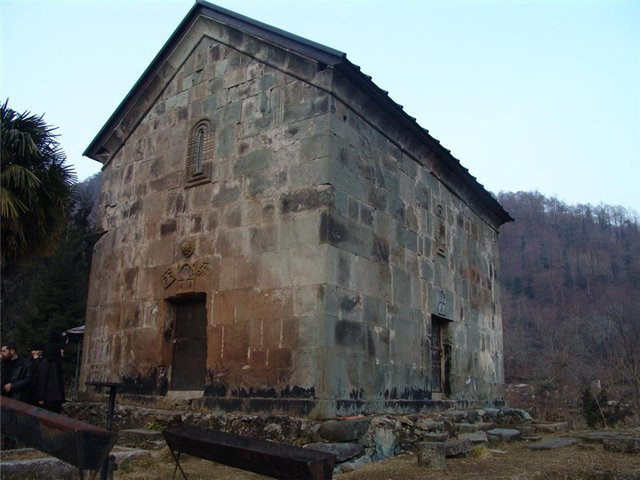
Atschi-Kirche

Die Atschi-Kirche (georgisch აჭის ეკლესია, აჭი; ɑt͡ʃʼɪ) ist eine mittelalterliche georgisch-orthodoxe Kirche in Georgien, in der Region Gurien im gleichnamigen Dorf Atschi. Sie wurde im 13. oder 14. Jahrhundert errichtet und gehört heute zur Diözese Schemokmedi.
Über dem Bau der Kirche gibt es eine Legende, wonach ein Dewi (Daeva in der georgischen Mythologie) das Dorf Atschi beherrschte. Die Bewohner baten den heiligen Georg um Hilfe. Der heilige Georg half ihnen und der Dewi wurde von ihm getötet. Die dankbaren Menschen versuchten eine Kirche zu errichten, aber konnten nicht. Schließlich zeigte eine weiße Taube ihnen die Lage, wo heute die Atschi-Kirche steht. Das älteste historische georgische Dokument, in dem die Atschi-Kirche genannt wird, stammt aus dem 16. Jahrhundert. 
Die Kirche ist eine einschiffige Hallenkirche und ist aus behauenem Stein gebaut. Um sie herum läuft eine hohe Mauer. Die Kirche und die Mauer wurden mehrmals renoviert. Die Kirche hat zwei Eingangstüren an der südlichen und westlichen Wand. Über den Türen befinden sich traditionelle georgische Ornamente. An der südlichen Wand ist eine georgische Inschrift angebracht, im Innenraum sind die Wände mit Freskomalerei aus dem 13. Jahrhundert geschmückt.
2007 wurde bei der Atschi-Kirche ein Frauenkloster gegründet.